# Веселі історії (фільм, 1962)
Про однойменний литовський радянський дитячий художній фільм див. Веселі історії (фільм, 1973)
«Веселі історії» — радянський дитячий фільм 1962 року, режисера Веніаміна Дормана за сценарієм Віктора Драгунського на основі його оповідань про Дениса Корабльова. Продовженням цього фільму є фільм «Дівчинка на кулі».

## Сюжет
Герої фільму — фантазер і поет Дениска Корабльов, пустотливий Мішка, мрійлива Оленка і надмірно цікава Альонка — живуть в звичайному московському дворі. Вони, як і всі діти, люблять цирк і зоопарк, але не люблять манну кашу і домоуправа, який вічно стежить за ними і заважає виконувати у дворі всілякі циркові номери.

## У ролях
- Михайло Кисляров —  Дениска Корабльов
- Олександр Кекіш —  Мішка Слонов
- Надія Фамінцина —  Альонка
- Олена Дружиніна —  Оленка
- Тамара Логінова —  Антоніна Василівна Корабльова, мама Дениски
- Вадим Захарченко —  міліціонер
- Георгій Тусузов —  постраждалий від манної каші
- Микола Гринько —  дядько Боря
- Юрій Медведєв —  Яким Іванович, управдом

## Знімальна група
- Автор сценарію —  Віктор Драгунський
- Режисер-постановник —  Веніамін Дорман
- Головний оператор — Костянтин Арутюнов
- Художник —  Марк Горелик
- Композитор — Олександр Флярковський